# Stefan Wolski (major)
Stefan Wolski (ur. 25 kwietnia 1898 w Warszawie, zm. wiosną 1940 w Charkowie) – major piechoty Wojska Polskiego, działacz niepodległościowy, ofiara zbrodni katyńskiej.

## Życiorys
Urodził się 25 kwietnia 1898 w Warszawie, ówczesnej stolicy Królestwa Polskiego, w rodzinie Mieczysława i Marii z Kasprzyckich. Był wnukiem Aleksandra, powstańca styczniowego. W 1916 ukończył naukę w średniej Szkole Przemysłowo-Technicznej w Warszawie. Należał do Polskiej Organizacji Wojskowej, w której ukończył Szkołę Podchorążych. W 1918 uczestniczył w rozbrajaniu Niemców.
W tym samym roku wstapił do Wojska Polskiego. Początkowo przydzielony do 6 pułku piechoty Legionów. Wziął udział w wojnie z bolszewikami w szeregach 21 pułku piechoty jako dowódca plutonu, a następnie dowódca kompanii. W 1921 walczył w III powstaniu śląskim jako dowódca batalionu 16 pułku piechoty Rysia.
Po zakończeniu działań wojennych pozostał w wojsku jako oficer zawodowy i kontynuował służbę w 21 pp w Warszawie. 3 maja 1922 został zweryfikowany w stopniu porucznika ze starszeństwem od 1 czerwca 1919 i 2027. lokatą w korpusie oficerów piechoty. 19 marca 1928 prezydent RP nadał mu stopień kapitana z dniem 1 stycznia 1928 i 123. lokatą w korpusie oficerów piechoty. 4 lutego 1934 prezydent RP nadał mu z dniem 1 stycznia 1934 stopień majora w korpusie oficerów piechoty i 47. lokatą. W tym samym roku został przeniesiony do Departamentu Piechoty Ministerstwa Spraw Wojskowych. We wrześniu 1935 został przeniesiony do 42 pułku piechoty w Białymstoku na stanowisko dowódcy batalionu. Później został przesunięty na stanowisko II zastępcy dowódcy pułku (kwatermistrza). We wrześniu 1939 znajdował się w Ośrodku Zapasowym 18 Dywizji Piechoty.
W nieznanych okolicznościach, po agresji ZSRR na Polskę (17 września 1939), dostał się do niewoli sowieckiej i został osadzony w Starobielsku. Wiosną 1940 został zamordowany przez funkcjonariuszy NKWD w Charkowie i pogrzebany potajemnie w bezimiennej mogile zbiorowej w Piatichatkach, gdzie od 17 czerwca 2000 mieści się oficjalnie Cmentarz Ofiar Totalitaryzmu w Charkowie. Figuruje na tzw. liście Gajdideja (poz. 454).
Był żonaty z Marią (zm. 1982), z którą miał córkę Mieczysławę.
5 października 2007 minister obrony narodowej Aleksander Szczygło mianował go pośmiertnie na stopień podpułkownika. Awans został ogłoszony 9 listopada 2007 w Warszawie, w trakcie uroczystości „Katyń Pamiętamy – Uczcijmy Pamięć Bohaterów”.

## Ordery i odznaczenia
- Krzyżem Niepodległości z Mieczami – 9 listopada 1931 „za pracę w dziele odzyskania niepodległości”[22][23][24][25]
- Krzyż Walecznych trzykrotnie[26][27]
- Złoty Krzyż Zasługi – 10 listopada 1938 „za zasługi w służbie wojskowej”[28][29][30]
- Srebrny Krzyż Zasługi – 10 listopada 1928 „w uznaniu zasług położonych na polu pracy w poszczególnych działach wojskowości”[31][32]
- Krzyż na Śląskiej Wstędze Waleczności i Zasługi – 1927[33]
- Medal Pamiątkowy za Wojnę 1918–1921[3]
- Medal Dziesięciolecia Odzyskanej Niepodległości[3]
- Medal „Za udział w wojnie obronnej 1939” pośmiertnie[33]
- Krzyż Kampanii Wrześniowej pośmiertnie[33]
- Krzyż Legionowy[33]
- Gwiazda Górnośląska[33]
- Odznaka pamiątkowa „Orlęta”[33]
- Odznaka Pamiątkowa Frontu Litewsko-Białoruskiego[33]
- Krzyż Oficerski Orderu Korony Rumunii – 1931[34]
- łotewski Medal Pamiątkowy 1918-1928 – 6 sierpnia 1929[35]